# Zariczanka
Zariczanka (ukr. Зарічанка; pol. hist. Lanckoroń) – wieś na Ukrainie, w obwodzie chmielnickim, w rejonie czemerowieckim. W 2001 roku liczyła 929 mieszkańców.
Miejscowość została założona przez Lanckorońskich, którzy mieli w okolicy znaczne posiadłości, rozdzielone następnie między Dwernickich i Żukotyńskich.
W 1884 roku do lanckorońskiego zarządu gminnego należały: Lanckoroń, Draganówka, Poczapińce, Latawa, Róża, Kormilcze, Żerdzie, Koczubijowce, Krasnostawce, Żabińce, Huków, Marianówka.